# غصغص
غَصْغَص (الاسم العلمي: Galinsoga)، جنس نباتات عشبية حولية مُزهرة من فصيلة النجمية. أعطانها الأصلية في أمريكا الشمالية وأمريكا الجنوبية وجزر الهند الغربية، وجُنس في أوروبا وآسيا وأفريقيا وأستراليا.